# Tivadar (prénom)
Pour les articles homonymes, voir Tivadar.
Tivadar est un prénom hongrois masculin.

## Étymologie
Le prénom est la magyarisation de l'anthroponyme théophore grec byzantin "Théodore"
La forme originale est Théodôros de  Theós, « Dieu » (θεός), et dōron, signifiant « don » (δῶρον). On peut alors comprendre la signification de ce prénom par « don de Dieu ».
On peut également y voir la version grecque du prénom hébreu : מתתיהו, nom qui donne en translittération Matt(a/i)tyahu, comme de nombreux théophoriques, il est composé d'un élément verbal ou nominal et d'un suffixe ou d'un préfixe portant le nom du Dieu en question. Yeho-nathan (Jonathan)=Nethan-'el(Nethanaël)=Nethan-yahu="Dieu/Yahu a donné". Le prénom français "Matthieu" en est le résultat. En outre, le prénom hébreu, "דורון" (Doron), signifiant « don » (Δώρον) a été également utilisé dès l'époque hellénistique.

## Équivalents
- Teodor, Todor, Theo, Teo, Teddy, Tudor, Fiodor, Fédir, Theodorakis
- Theodora, Teodora, Feodorovna

## Fête
Les "Tivadar" sont fêtés le 20 avril ou le 9 novembre, mais parfois aussi le 30 avril, le 28 juin ou le 19 septembre.